# King Power at Den Dreef Stadion
King Power at Den Dreef, in de volksmond bekend als Den Dreef, is een voetbalstadion dat ligt op het grondgebied van Heverlee, een deelgemeente van de stad Leuven, vlak naast de ring rond Leuven. Het is het thuisstadion van voetbalclub Oud-Heverlee Leuven. Ook de Red Flames en de Belgische beloften werken in dit stadion hun thuismatchen af. Het stadion, dat vroeger de naam Leuvens Sportcentrum droeg, grenst aan het Sportkot, het sportcomplex van de Katholieke Universiteit Leuven. Het stadion kent een capaciteit van 10.020 plaatsen.

## Stadionnamen
- Den Dreef (2002–2016)
- King Power at Den Dreef Stadion (2017–heden)

## Geschiedenis en uitbreiding

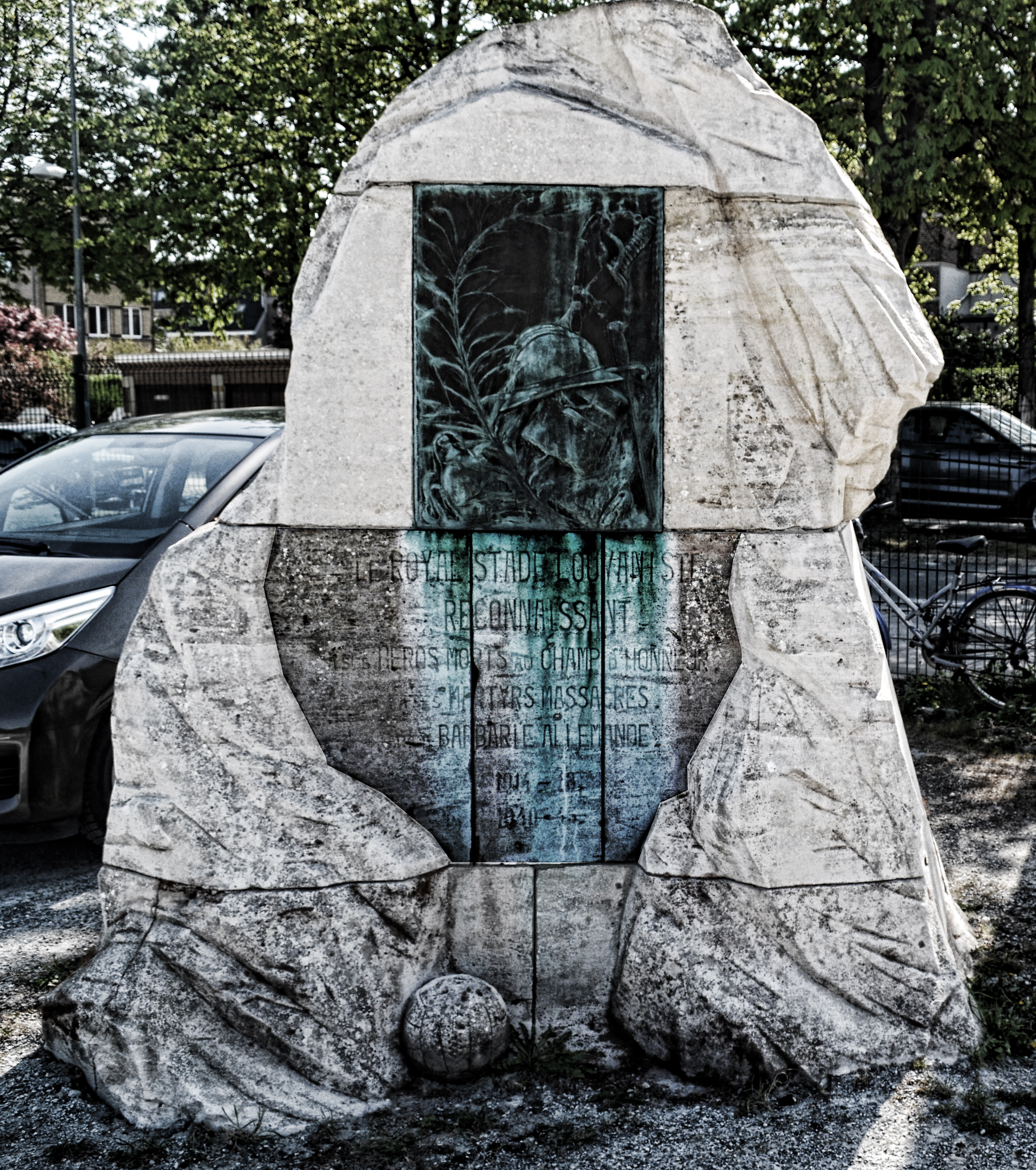
Belgisch monument voor de Eerste en Tweede Wereldoorlog met inscripties in het Frans: "Le Royal Stade Louvainiste Reconnaissant heroes morts au champ d'honneur, martyrs massacres, barbarie allemande 1914-1918 1940-1945" (vertaald: "Koninklijke Stade Leuven erkent de dode helden in het ereveld en de martelmoorden door Duitse barbarij 1914-1918 1940-1945")

Met de oprichting van de fusieclub Oud-Heverlee Leuven in 2002, veranderde het stadion de naam van Leuvens Sportcentrum in Den Dreef. Op dat moment had het stadion een baan- en veldindeling, met het veld omringd door een atletiekpiste. Er was één hoofdtribune met stoelen van ongeveer twee derde van de lengte van het veld en een kleinere tribune met staanplaatsen aan de andere kant, beide overdekt. Achter het doel, in de bochten van de looppiste, werden ook staanplaatsen voorzien. Deze waren echter niet overdekt. Deze staanplaatsen waren zo voorzien dat bezoekende teams de noordelijke bocht gebruikten en een deel van de kleinere stand.
Een eerste uitbreiding kwam toen de bochten werden gesloopt en nieuwe overdekte single-tier-stands bovenop beide paden werden gebouwd, waardoor de supporters veel dichter bij het veld konden zitten. Nu werd de westelijke tribune achter het doel gereserveerd voor de bezoekers.
In de zomer van 2011 werd de onderlaag van de hoofdtribune uitgebreid om de hele lengte van het veld te lopen, waardoor de capaciteit van het stadion toenam naar 8.519. Dit ter voorbereiding op de grotere opkomst na de promotie van Oud-Heverlee Leuven naar de Belgische Pro League in seizoen 2010-11. In de zomer van 2012 werd ook de bovenste rij van de hoofdtribune uitgebreid, waardoor de capaciteit van het stadion werd uitgebreid tot 9.493 en er extra ruimte werd toegevoegd aan de zakelijke entertainment- en conferentiefaciliteiten.
Eind 2015 werd gestart met de uitbreiding van het stadion tot een capaciteit van 12.500 plaatsen, welke in drie fases zou worden uitgevoerd.
In december 2015 ging men van start met fase één. De tribune tegenover de hoofdtribune afgebroken en vervangen door een soortgelijke stand als hoofdtribune. Deze nieuwe stand is in gebruik sinds het seizoen 2016-17 en bevat skyboxen, mediafaciliteiten en de kleedkamers die eerder in een apart gebouw op ongeveer 20 meter buiten het stadion waren gevestigd. De capaciteit is verder toegenomen tot 10.020. Op dit punt had het stadion niet langer plaatsen gereserveerd voor staan, maar werden alle plaatsen zitplaatsen. De kleinere tribunes achter de doelen worden echter steeds gebruikt door supporters die liever staan, zoals bv. de Leuvense spionkop.
Na de degradatie van OH Leuven naar 1B (voorheen bekend als de tweede klasse) in seizoen 2016-2017, kwamen deze plannen tot een halt. Fase twee en drie staan zo momenteel op pauze, maar zouden in de toekomst verder worden uitgevoerd. Zo worden het dus plannen op langere termijn, waarbij de uitbreiding in 2016 slechts fase één was van een uit drie fasen bestaand uitbreidingsplan. Fase twee houdt in dat de kleinere tribune achter het doel aan de westzijde wordt uitgebreid en deze wordt verbonden met de hoofdtribune, waardoor de capaciteit toeneemt tot 11.000. Tijdens de derde fase zal de kleinere tribune aan de oostkant worden uitgebreid door opnieuw 1000 plaatsen toe te voegen om te staan en de tribune aan te sluiten op de twee tribunes langs de lange zijden van het veld. De totale capaciteit neemt toe tot ergens tussen de 12.000 en 13.000.

## Nationale teams
Het King Power at Den Dreef Stadion vormt de thuisbasis van de Red Flames en de nationale beloften.
Ook de Rode Duivels hebben intussen al zes keer een wedstrijd gespeeld in het King Power at Den Dreef Stadion. Dit gebeurde voor de eerste keer in 2020 als gevolg van de Coronacrisis waarbij er zonder publiek werd gespeeld. Het stadion van OH Leuven werd gekozen omwille van de ervaring die men heeft met het organiseren van wedstrijden van de Red Flames en de nationale beloften. 
De laatste keer dat hier gespeeld werd, was op 15 november 2023 toen het veld van het Koning Boudewijnstadion niet speelklaar geraakte als gevolg van hevige regenval. Ook toen werd er zonder publiek gespeeld.

### Overzicht van gespeelde wedstrijden door de Rode Duivels
| Datum      | Competitie          | Tegenstander | Uitslag |
| ---------- | ------------------- | ------------ | ------- |
| 11-11-2020 | Vriendschappelijk   | Zwitserland  | 2 – 1   |
| 15-11-2020 | UEFA Nations League | Engeland     | 2 – 0   |
| 18-11-2020 | UEFA Nations League | Denemarken   | 4 – 2   |
| 24-03-2021 | WK-kwalificatie     | Wales        | 3 – 1   |
| 30-03-2021 | WK-kwalificatie     | Wit-Rusland  | 8 – 0   |
| 15-11-2023 | Vriendschappelijk   | Servië       | 1 – 0   |

## Gemiddeld bezoekersaantal OHL in den Dreef
- Seizoen 2005-2006: 2.581
- seizoen 2006-2007: 2.411
- Seizoen 2007-2008: 2.267
- seizoen 2008-2008: 2.144
- Seizoen 2009-2010: 2.100
- Seizoen 2010-2011: 3.349
- Seizoen 2011-2012: 7.269
- Seizoen 2012-2013: 8.019
- Seizoen 2013-2014: 8.373
- Seizoen 2014-2015: 5.257
- Seizoen 2015-2016: 7.160
- Seizoen 2016-2017: 4.598
- Seizoen 2017-2018: 4.361
- Seizoen 2018-2019: 4.248
- Seizoen 2019-2020: 4.680
- Seizoen 2020-2021: 0*
- Seizoen 2021-2022: 5.013
- Seizoen 2022-2023: 6.275
- Seizoen 2023-2024: 7.714

* Noot: Omwille van Covid-19 werden er geen supporters toegelaten in de stadions.